# WWE Unreal
WWE Unreal is een Amerikaans realityserie die sinds 29 juli 2025 wordt uitgezonden op Netflix.

## Plot
De serie omvat verschillende WWE-persoonlijkheden en gaat achter de schermen terwijl het personeel en de supersterren verhaallijnen en wedstrijden plannen en creëren. In het eerste seizoen zien we o.a. CM Punk, John Cena, Roman Reigns, Cody Rhodes, Charlotte Flair en The Rock.

## Seizoenen
| Seizoen | Afleveringen | 1e aflevering | Laatste aflevering |
| ------- | ------------ | ------------- | ------------------ |
| 1       | 5            | 29 juli 2025  | 29 juli 2025       |